# Dendropsophus novaisi
Dendropsophus novaisi es una especie de anfibios de la familia Hylidae. Es endémica de Brasil.
Sus hábitats naturales incluyen sabanas secas y húmedas, marismas intermitentes de agua dulce y zonas rocosas. Está amenazada de extinción por la destrucción de su hábitat natural.